# OpenNN
OpenNN（Open Neural Networks Library）是一個使用C++程式語言編寫的函式庫，實現了神經網絡，這是深度學習研究的主要領域之一。它是一个開源庫，遵循GNU宽通用公共许可证（LGPL）。 

## 特点
該軟件實現了任意數量的非線性處理單元層，用於監督學習。這種深層架構允許設計具有通用逼近特性的神經網絡。此外，它通過OpenMP進行多處理編程，以提高计算性能。
OpenNN包含作为一组函数的机器学习算法。這些函數可以通過應用程序介面嵌入到其他軟件工具中，以實現預測分析任務的集成尽管缺乏图形用户界面，但某些功能可以通过特定的可视化工具得到支持。

## 歷史
這項專案開發始於2003年，由欧盟资助的名为RAMFLOOD（洪水风险评估与管理）的研究项目在国际数值方法研究中心启动。隨後作為類似項目的一部分，开发工作得以继续。目前，OpenNN由Artelnics公司开发和维护。

## 應用
OpenNN是一個通用的人工智慧軟件包。它使用機器學習技術來解決各個領域中的預測分析任務。例如，該庫已應用於工程、能源和化學等行業。